# Nick Moore (giocatore di football americano)
Nicholas Robert Moore (Atlanta, 9 dicembre 1992) è un giocatore di football americano statunitense che milita nel ruolo di long snapper per i Baltimore Ravens della National Football League (NFL).

## Carriera

### New Orleans Saints
Dopo non essere stato scelto nel Draft, Moore firmò con i New Orleans Saints il 28 aprile 2019. Fu svincolato il 21 luglio 2019.

### Tampa Bay Vipers
Moore firmò con i Tampa Bay Vipers della XFL dopo essere stato scelto nella quinta fase dal Draft XFL 2020. La lega fallì dopo sei partite, consentendo ai suoi giocatori di firmare con squadre della NFL a partire dal 23 marzo 2020.

### Baltimore Ravens
Moore firmò con i Baltimore Ravens tre giorni dopo. Fu svincolato il 5 settembre 2020 ma rifirmò con la squadra di allenamento il giorno successivo. Fu promosso nel roster attivo il 2 dicembre per la gara della settimana 12 contro i Pittsburgh Steelers dopo che Morgan Cox risultò positivo al COVID-19 e tornò nella squadra di allenamento dopo la partita. Il 18 gennaio 2021 Moore firmò un novo contratto da riserva con i Ravens. Il 25 gennaio 2021 la squadra annunciò che avrebbe svincolato Morgan Cox , rendendo Moore il long snapper titolare per la stagione a venire.
Il 9 marzo 2022 i Ravens applicarono un'opzione sul rinnovo del contratto di Moore. A fine stagione fu inserito nel Second-team All-Pro.

## Palmarès
- Second-team All-Pro: 1

2022